# Zatwierdzenie reguły (fresk Giotta)
Zatwierdzenie reguły (wł. L’Approvazione della regola) – siódmy z dwudziestu ośmiu fresków z cyklu Sceny z życia św. Franciszka znajdujących się w górnym kościele bazyliki św. Franciszka w Asyżu, którego autorstwo przypisywane jest Giotto di Bondone lub jednemu z jego współpracowników. Namalowany ok. 1295–1299.

## Tematyka
Zatwierdzenia Reguły franciszkańskiej dokonał papież Innocenty III w Rzymie 29 listopada 1223. Oryginał papieskiej bulli z tekstem Reguły zatwierdzonej przechowywany jest w klasztorze Sacro Convento w Asyżu. Opis wydarzenia znajduje się w rozdziale III Życiorysu większego św. Franciszka i w innych wczesnych źródłach franciszkańskich.

## Opis
Artysta przedstawił salę w pałacu papieskim na Lateranie. Ścianę zdobi bogata w ornament draperia. Papież siedzi na podwyższeniu w szatach liturgicznych z tiarą na głowie. Za nim prałaci i świta. Z bogactwem ich odzienia kontrastuje jednolitość habitów braci mniejszych (franciszkanów), którzy klęczą za swoim zakonodawcą, św. Franciszkiem z Asyżu. Biedaczyna z aureolą przyjmuje papieski dokument zatwierdzający regułę. Nad głowami zebranych namalowane zostało sklepienie beczkowe, opierające się na rzeźbionych konsolach. Sufit utrzymany w barwie lapis lazuli. Artysta nie szczędził światłocienia.